# 日本福音同盟
日本福音同盟（にほん ふくいん どうめい、英語：Japan Evangelical Association、略称：JEA）は、1968年に創設された日本の福音主義教会の交流・協力機関。アジア福音同盟、世界福音同盟に加盟している。

## 歴史
1959年は、プロテスタント宣教百周年記念行事がエキュメニカル派と福音派で別々に開かれた。福音派（聖書信仰派）は日本宣教百年記念聖書信仰運動を展開し、翌年、日本プロテスタント聖書信仰同盟（JPC）の発足を見た。この日本プロテスタント聖書信仰同盟は、日本福音連盟、日本福音宣教師団と共に、日本福音同盟の三創立会員の一つである。日本福音同盟が創設される以前には、日本政府に対する教会の声は、エキュメニカル派の日本キリスト教協議会（National Christian Council in Japan、略称：NCC）を通してしか届かず、福音主義を標榜する諸教会・教派を代表する機関がなかった。それで、福音主義を代表する機関の設立という意図・目的を持って日本福音同盟は結成された。創立からしばらくは、日本プロテスタント聖書信仰同盟、日本福音連盟、日本福音宣教師団の三者が、三創立会員制としてそれぞれ独自性を持ちながら、協力し合い、聖書信仰に立って交わりを育て、福音宣教に協力し合い、諸問題に取り組んできた。
1980年代、「1千万人救霊」、聖書の無誤性の論争、カリスマ運動の問題が起こり、それまでの三創立会員によるあり方では不十分であることが言われ始めた。1986年にそれまでの三創立会員制を廃止して、教団や教会を会員として、伝道団体を協力会員とする再編成を行った。同時に理事会が立ち上げられて、初代理事長に泉田昭が就任した。
カリスマ条項でもって聖霊派を排除していた日本福音同盟は、1988年1月11日の理事会ではじめてペンテコステ派の日本アッセンブリーズ・オブ・ゴッド教団の加盟を承認。
1990年時点で51の会員、約1600の教会、約10万人、31の協力会員を擁した。

## 委員会
宣教委員会、世界宣教委員会、神学委員会、女性委員会、青年委員会、援助協力委員会、社会委員会がある。

### 宣教委員会
「帰国者のフォローアップを考える」懇談会などを開催している。信教の自由セミナーなどを開催。

### 神学委員会
エホバの証人の「血の教理」が非聖書的な教えであるとして、その誤りを指摘し、正しい聖書的主張を明らかにし、そのことを日本の社会に明示・啓蒙していくための取り組みが1997年春よりなされている。「救済の神学」に関してのセミナーなどを開催。
出版物
- 『今日における聖霊の働きと日本の宣教－「力の伝道」に関する見解－』
- 『救済の神学 教会とキリスト者の社会的責任について』
- 『聖書は輸血を禁じていない』

### 社会委員会
平和を実現するキリスト者ネット（キリスト者平和ネット）の運営主体の1つとなっている。

## 加盟教派・団体
2018年8月現在で公式サイトに記載されている加盟教派・団体は以下の通り（系列順・五十音順）。

### 教派
ホーリネス・メソジスト系
- イムマヌエル綜合伝道団
- ウェスレアン・ホーリネス教団
- 救世軍
- 基督兄弟団
- 基督聖協団
- チャーチ・オブ・ゴッド
- 日本神の教会連盟
- 東京フリー・メソジスト教会
- 日本フリーメソジスト教団
- 日本ホーリネス教団
- 日本聖泉基督教会連合
- 活けるキリスト一麦教会
- 国際基督教団
- コノニア福音グループ
- シオン・キリスト教団
- 日本イエス・キリスト教団
- 日本伝道隊
- キリスト伝道隊
- 福音伝道教団

バプテスト系
- 日本バプテスト教会連合
- 日本バプテスト宣教団
- 保守バプテスト同盟

メノナイト系
- 日本メノナイト・ブレザレン教団

ルーテル系
- 日本ルーテル同胞教団

改革派・長老派系
- 聖書キリスト教会
- 日本長老教会

カベナント系
- 日本聖契キリスト教団
- 日本聖約キリスト教団
- 日本福音自由教会協議会

アドベンチスト系
- 日本アドベント・キリスト教団

アライアンス系
- 日本同盟基督教団
- 同盟福音基督教会
- 東洋福音宣教会

ペンテコステ派・聖霊派系
- 日本アッセンブリーズ・オブ・ゴッド教団

合同教会系
- 日本キリスト合同教会
- 日本福音キリスト教会連合

独立系
- イエス福音教団
- エバンジェリカル・コングリゲーショナル・チャーチ
- 札幌キリスト福音館
- シオンの群
- 新生キリスト教会連合
- 東京中央教会
- 東京福音センター
- 日本伝道福音教団
- 福音交友会
- 友愛グループ教会連合

単立教会
- 芦屋福音教会
- 勝田聖書教会
- 鎌倉海岸キリスト教会
- 上板橋キリスト教会
- 北本福音キリスト教会
- 高岡バプテスト教会
- 南大阪聖書教会

### 団体
以下のような福音的団体の加盟を認めているが、第一義的に「教会」（教派）の協力機関なので、年次総会における議決に際しては、「教派・教会」を代表する代議員票と「団体」を代表する代議員の票とを別けて投票する形式を採用している。

#### 出版・メディア
- いのちのことば社
- クリスチャン文書伝道団
- 新生宣教団
- 太平洋放送協会
- 聖書同盟
- 日本FEBC
- ハーベストタイム・ミニストリーズ
- ビー・ジャパン
- ファミリー・フォーラム・ジャパン
- 福音讃美歌協会
- デイリーブレッド
- 日本聖書刊行会

#### 教育・訓練
- お茶の水聖書学院
- 東京キリスト教学園
- 聖書宣教会
- 宣教師訓練センター
- 北海道聖書学院
- 聖契神学校

#### 伝道団体
- アワナジャパン
- キリスト者学生会
- クリエーション・リサーチ・ジャパン
- 高校生聖書伝道協会
- 国内開拓伝道会
- 日本キャンパス・クルセード・フォー・クライスト
- 日本キリスト伝道会
- 聖書を読む会
- 三浦綾子読書会
- ワンホープ・ジャパン
- ワードオブライフ・ジャパン

#### 福祉
- クラッシュ・ジャパン
- 日本キングス・ガーデン連合
- 日本国際飢餓対策機構
- ワールド・ビジョン・ジャパン

#### 超教派連絡・協力団体
- 総動員伝道
- 日本福音宣教師団
- 日本クリスチャンキャンプ協議会
- 日本クリスチャン信徒連盟
- 教会インフォメーションサービス
- 海外宣教連絡協力会
- お茶の水クリスチャン・センター

#### 研究機関
- アジアンアクセス日本教会成長研修所
- 関西ミッション・リサーチ・センター
- 東京ミッション研究所